# نیکولتشیتسه
نیکولتشیتسه (به چکی: Nikolčice) یک منطقهٔ مسکونی در جمهوری چک است که در ناحیه برتسلاو واقع شده‌است. نیکولتشیتسه ۱۶٫۰۷ کیلومتر مربع مساحت و ۸۱۳ نفر جمعیت دارد و ۲۶۵ متر بالاتر از سطح دریا واقع شده‌است.